# .5: The Gray Chapter
.5: The Gray Chapter es el quinto álbum de estudio de la banda estadounidense de heavy metal, Slipknot. lanzado en Australia y los Países Bajos el 17 de octubre de 2014 y el 21 de octubre de 2014 en los EE.UU, es el primer álbum de la banda en seis años y el primero que no cuentan con el bajista Paul Gray (que falleció en 2010 y el álbum es una referencia de su nombre) ni el baterista Joey Jordison (que falleció en 2021). También es el último álbum de estudio de la banda que presenta a su percusionista Chris Fehn desde hace mucho tiempo antes de su despido de la banda debido a una demanda en marzo de 2019.
"The Negative One" recibió una nominación a mejor interpretación de metal en la 57.ª edición de los Premios Grammy. El álbum fue nominado a Mejor Álbum de Rock el año siguiente, junto con una nominación a Mejor Interpretación de Metal por la canción "Custer".

## Antecedentes
El proceso de escritura del disco comenzó a finales de 2013, al querer dedicar más tiempo al álbum, el guitarrista Jim Root decidió no hacer una gira con Stone Sour en enero de 2014. De acuerdo con el vocalista Corey Taylor, el sonido del álbum es un poco de una mezcla entre Iowa de 2001 y Vol. 3: (The Subliminal Verses). Taylor dijo a Pop Culture Madness que el material contiene "magníficas melodías" y la dirección artística como Vol. 3: (The Subliminal Verses), pero aún conserva parte de su "brutalidad" de la era de Iowa.
Un nuevo bajista y el baterista se han añadido a la alineación durante el proceso de grabación. Taylor dijo a Loudwire que dos máscaras similares fueron creadas por sus apariciones en videos musicales y funcionamientos los cuales están luciendo máscaras únicas. Ambos miembros (el baterista Jay Weinberg y el bajista Alessandro Venturella),se muestran brevemente en el video musical de The Devil In I. El guitarrista Jim Root reveló en una entrevista que Donnie Steele estaba involucrado en algunas de las sesiones de estudio para el álbum y que había probado muchos otros bajistas hasta que se establecieron.
El álbum fue producido por Greg Fidelman, conocido por su trabajo con Metallica, System of a Down, Audioslave entre otros. Fidelman había trabajado con la banda anteriormente realizando las mezclas de su tercer álbum, Vol. 3: (The Subliminal Verses) 10 años antes.

## Promoción
El 15 de julio, la banda comenzó a lanzar pequeños anuncios para el nuevo álbum durante más de un periodo de dos semanas que resultó ser clips del video oficial, junto con muestras de una canción titulada "The Negative One". La canción fue lanzada el 1 de agosto de 2014 y un video que lo acompaña fue lanzado el 5 de agosto de 2014 fue dirigida por Shawn Crahan; sin embargo, no figura ninguno de los miembros de la banda. El 13 de agosto de 2014, la banda reveló la portada de su sencillo oficial de radio titulado "The Devil In I". y el sencillo se estrenó el 24 de agosto de 2014 El video oficial para el sencillo fue presentado el 12 de septiembre con los miembros con nuevas variaciones de sus máscaras, con la excepción de Taylor, que debutó una nueva máscara y las nuevas máscaras del bajista y baterista, que eran muy similares. Slipknot comenzará su gira mundial en la segunda iteración de Knotfest como cabeza de cartel el 25 de octubre y el 26 con Anthrax, Five Finger Death Punch, Otep y Black Label Society entre otros en California. Un cotitular de gira por Norteamérica con Korn apodado "Prepare For Hell Tour" que comenzará después con King 810 en apoyo. El álbum apareció en Spotify el 17 de octubre, antes de su lanzamiento oficial.

## Recepción crítica
El sencillo "The Negative One" del Álbum fue nominado en el 2014 por el Premio Grammy a la mejor interpretación de metal a la 57° Entrega de los Grammy.

### Comercial
.5: The Gray Chapter ha obtenido el puesto n.º 1 en La Lista de Álbumes de Australia vendiendo 14 188 copias en la primera semana de ventas. Fue el segundo álbum de Slipknot en debutar en el número uno en US Billboard 200 vendiendo 132 000 copias en su primera semana. El álbum también debutó en el número uno en Japón, Rusia y Suiza. También debuta en el top 5 en Reino Unido, Canadá, Alemania, Irlanda, Austria, Nueva Zelanda, México, Dinamarca y Finlandia.

## Lista de canciones
Todas las canciones escritas y compuestas por Slipknot. 
| N.º   | Título                         | Duración |  |
| 1.    | «XIX»                          | 3:10     |  |
| 2.    | «Sarcastrophe»                 | 5:06     |  |
| 3.    | «Aov»                          | 5:33     |  |
| 4.    | «The Devil In I»               | 5:42     |  |
| 5.    | «Killpop»                      | 3:45     |  |
| 6.    | «Skeptic»                      | 4:46     |  |
| 7.    | «Lech»                         | 4:50     |  |
| 8.    | «Goodbye»                      | 4:35     |  |
| 9.    | «Nomadic»                      | 4:18     |  |
| 10.   | «The One That Kills The Least» | 4:11     |  |
| 11.   | «Custer»                       | 4:14     |  |
| 12.   | «Be Prepared For Hell»         | 1:57     |  |
| 13.   | «The Negative One»             | 5:25     |  |
| 14.   | «If Rain Is What You Want»     | 6:20     |  |
| 63:51 |                                |          |  |

| Versión Deluxe |              |          |  |
| N.º            | Título       | Duración |  |
| 15.            | «Override»   | 5:37     |  |
| 16.            | «The Burden» | 5:23     |  |
| 17.            | «Silent»     | 2:00     |  |
| 18.            | «Talk»       | 6:20     |  |
| 19.            | «Funny»      | 1:29     |  |

## Videoclips
El álbum cuenta con 2 videoclips oficiales que fueron revelados antes del lanzamiento del álbum: The Negative One y The Devil In I. El día 7 de junio de 2015 se lanzó su nuevo videoclip, Killpop y el 5 de octubre de 2015, XIX.

## Posición en listas
| Lista (2014)                         | Posición más alta |
| ------------------------------------ | ----------------- |
| Lista de álbumes de Australia        | 1                 |
| Lista de álbumes de Austria          | 2                 |
| Lista de álbumes de Bélgica          | 12                |
| Lista de álbumes de Canadá           | 1                 |
| Lista de álbumes de los Países Bajos | 13                |
| Lista de álbumes de Finlandia        | 4                 |
| Lista de álbumes de Francia          | 8                 |
| Lista de álbumes de Alemania         | 2                 |
| Lista de álbumes de Irlanda          | 4                 |
| Lista de álbumes de Italia           | 6                 |
| Lista de álbumes de Japón            | 1                 |
| Lista de álbumes de Nueva Zelanda    | 2                 |
| Lista de álbumes de Noruega          | 4                 |
| Lista de álbumes de Portugal         | 9                 |
| Lista de álbumes de Suecia           | 3                 |
| Lista de álbumes de Suiza            | 1                 |
| Lista de álbumes de Reino Unido      | 2                 |
| Estados Unidos Billboard 200         | 1                 |

## Personal
Slipknot
- (#0) Sid Wilson – Turntables
- Jay Weinberg - Batería
- Alessandro Venturella - Bajo
- (#3) Chris Fehn – Percusión, Coros
- (#4) Jim Root – Guitarra líder, Bajo
- (#5) Craig Jones - Teclado, Sampler
- (#6) Shawn Crahan - Percusión, Coros
- (#7) Mick Thomson - Guitarra rítmica
- (#8) Corey Taylor - Voz

Técnico y Personal
- Greg Fidelman - Producción
- Joe Barresi - Mezcla
- Vlado Meller - Masterización